# Skin (film 2018)
Skin è un film del 2018 scritto e diretto da Guy Nattiv.
La pellicola,  con protagonista Jamie Bell, narra le vicende dell'ex skinhead Bryon Widner, la cui storia è stata già raccontata anche nel documentario televisivo del 2011 Erasing Hate.

## Trama
All'inizio, la vita di Bryon Widner si svolge come quella di uno skinhead profondamente integrato in una comunità suprematista bianca. Cresce in una famiglia disfunzionale e finisce per vivere per strada. Fred, il leader della comunità nazista, e sua moglie lo accolgono, gli danno dei vestiti e gli trovano un lavoro. Credendo di aver finalmente trovato una vera famiglia, Bryon abbraccia pienamente il movimento.
Col tempo, iniziano ad apparire delle crepe nella sua cosiddetta vita da skinhead perfetto. Inizia a mostrare avversione per certi atti di violenza e si innamora di Julie Price, una madre single e vulnerabile di tre figli. Man mano che la loro relazione si consolida, Bryon e Julie iniziano a costruire insieme una vita diversa che include i figli di lei e li allontana dalla comunità suprematista bianca.
Insoddisfatta del suo cambiamento di rotta, la sua "famiglia" nazista cerca di riportarlo indietro. Ma quando viene coinvolto nell'incendio di una moschea nella sua città natale, un atto che costa vite innocenti, sopraffatto dal senso di colpa, Bryon prende la difficile decisione di abbandonare il movimento suprematista bianco.  Cerca aiuto dall'attivista politico Daryle Lamont Jenkins, che lo sostiene nel suo percorso di uscita dall'estremismo.
Bryon sposa Julie e accetta lavori manuali sottopagati, faticando a trovare opportunità migliori a causa del suo passato nazista.
Ma il movimento si rifiuta di lasciarlo andare. Quando lo inseguono di nuovo, chiede loro di lasciarlo in pace; invece, organizzano una missione di prova che si conclude con la sparatoria di Bryon e la morte di uno dei nazisti.
Dopo essersi ripreso in ospedale, Bryon incontra Jenkins, che organizza il suo ingresso nel programma di protezione testimoni dell'FBI. Tuttavia, i nazisti sono implacabili. Una notte, tendono un'imboscata a casa di Bryon, sparando mentre Julie, incinta, e i suoi figli sono all'interno. Al termine dell'attacco, Bryon scopre il suo cane, Boss, appeso a un albero: un messaggio agghiacciante da parte dei suoi ex soci.
Più tardi, scopre che una delle figlie di Julie ha deliberatamente rivelato la propria ubicazione al gruppo suprematista bianco. È stata manipolata dalla "mamma" della comunità nazista, che le aveva fatto credere di essere amica. Sopraffatto dalla rabbia, Bryon perde il controllo e diventa aggressivo, spingendo Julie a mandarlo via.
Utilizzando le informazioni fornite da Bryon, l'FBI fa irruzione nel complesso suprematista bianco e ne arresta i membri.
Determinato a cancellare il suo passato, Bryon accetta di sottoporsi a due anni di interventi chirurgici per rimuovere i tatuaggi che gli ricoprono il viso e le mani. Alla fine, ritrova la moglie e il figlio, sperando di costruire una nuova vita libera dall'odio.
Jenkins continua a guidare il One People's Project e Bryon si impegna attivamente nell'iniziativa, usando la sua esperienza per aiutare altri ad abbandonare i gruppi estremisti.

## Produzione
Le riprese del film sono iniziate nel gennaio 2018 a Kingston e sono terminate nel marzo dello stesso anno.

## Promozione
Il primo trailer del film viene diffuso il 18 aprile 2019.

## Distribuzione
Il film è stato presentato al Toronto International Film Festival l'8 settembre 2018 e successivamente distribuito on demand dal 27 giugno 2019 e limitatamente nelle sale cinematografiche statunitensi dal 26 luglio 2019.

## Riconoscimenti
- 2018 - Toronto International Film Festival
  - Premio FIPRESCI
- 2019 - Festival internazionale del cinema di Berlino
  - Candidatura per il Premio CICAE

## Opere collegate
Il regista ha realizzato nello stesso anno anche un cortometraggio con lo stesso titolo, Skin, la cui trama non è collegata al film.